# Nahr-e Azraq
Nahr-e Azraq (em persa: نهرازرق, também romanizada como 'Azraq; também conhecida como Kabūdān) é uma aldeia do distrito rural de Nasar, no condado de Abadan, na província de Khuzistão, Irã.
Segundo o censo de 2006, sua população era de 311 habitantes, em 66 famílias.